# Tom Grennan
Tom Grennan (8 de junio de 1995) es un cantante y compositor británico de Bedford que reside en Londres. Grennan alcanzó la fama como vocalista invitado en «All Goes Wrong» del grupo musical británico Chase & Status en 2016. Su álbum debut, Lighting Matches, fue lanzado en julio de 2018. El álbum alcanzó el puesto número cinco en la lista de álbumes del Reino Unido e incluye el sencillo «Found What I've Been Looking For».
Su segundo álbum, Evering Road, fue lanzado en marzo de 2021, comenzando su gran avance en el Reino Unido al ubicarse en el número uno en la lista de álbumes del Reino Unido e incluyendo los sencillos de éxito comercial «This Is the Place», «Little Bit of Love», «Let's Go Home Together» con Ella Henderson y «Don't Break the Heart». En 2021 y 2022, también apareció como vocalista invitado en los diez mejores sencillos con «By Your Side» con Calvin Harris y «Not Over Yet» con KSI.

## Primeros años y familia
Grennan proviene de una familia irlandesa. Asistió a la escuela superior St Thomas More en Bedford. A los 18 años fue atacado en la calle y quedó con cuatro placas de metal y tornillos en la mandíbula que «aún le duelen cuando llega el invierno». Entrenó para convertirse en futbolista profesional, jugando en el Luton Town Football Club durante un tiempo, y también en el Northampton Town y el Aston Villa; posterioremne se retiró. Grennan es partidario de la ciudad de Coventry. También trabajó brevemente en Costa Coffee. Grennan le dijo a Music Week: «Estuve cerca de jugar en los Estados Unidos, pero algo me decía que no lo hiciera y obviamente era la música».
Los comienzos musicales de Grennan son oscuros, pero dice que estuvo en una fiesta en una casa donde cantó «Seaside» de The Kooks. No lo recordaba, pero sus amigos quedaron impresionados y lo motivaron a cantar más. Estudió actuación en St. Mary's University en Twickenham. A los 18 años, empezó a dar conciertos por Londres con su guitarra acústica, principalmente en pequeños pubs durante casi tres años. Después de una actuación en el pub Finsbury, un representante de Insanity Records lo escuchó tocar y le ofreció un contrato.

## Carrera

### 2016–2018: Inicios, EPs y álbum de debut

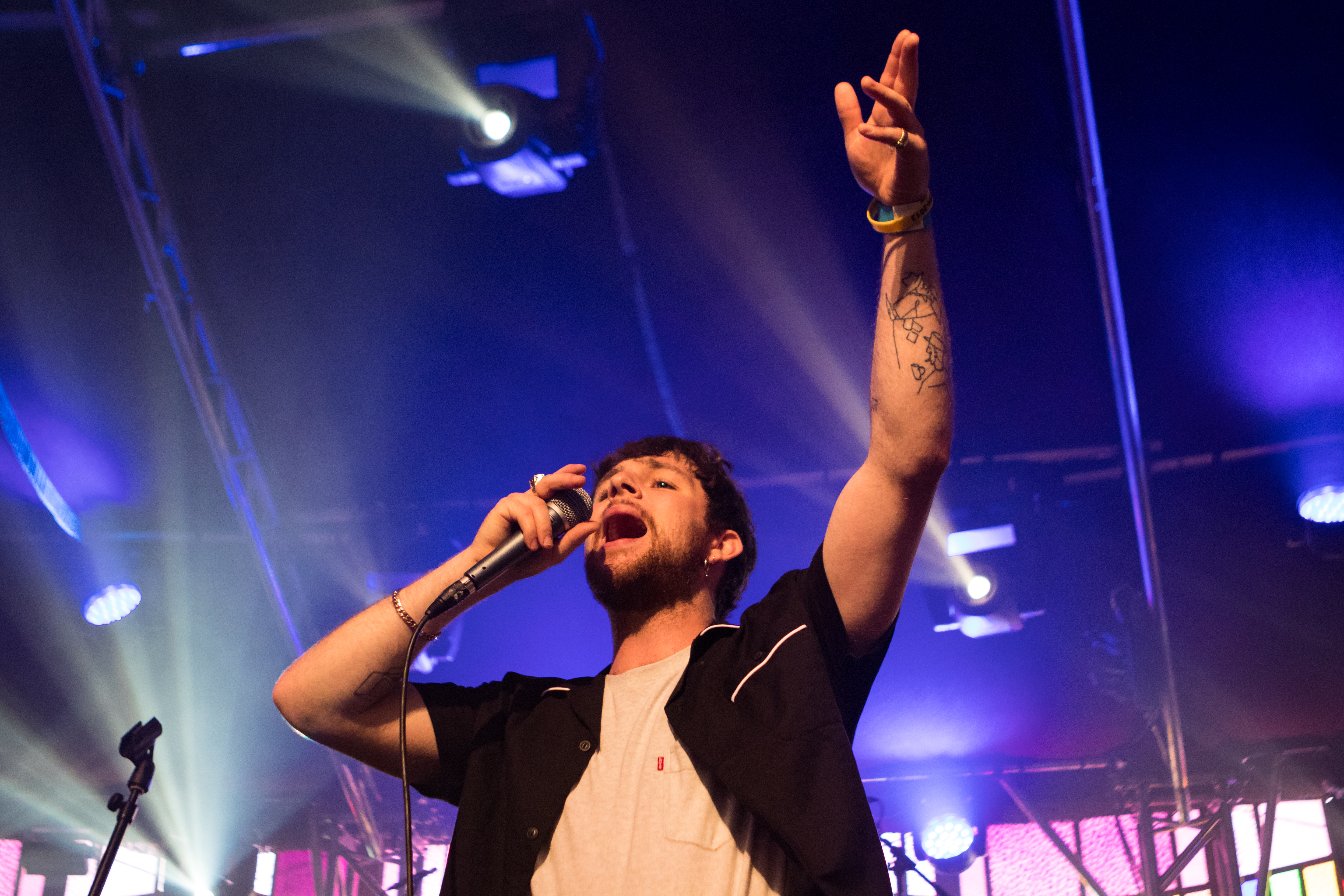
Grennan en el festival de música pop de Haldern en 2017

El EP debut de Grennan, Something in the Water, fue producido por Charlie Hugall. Quien tuvo su gran oportunidad cuando participó en el sencillo de Chase & Status 2016 «All Goes Wrong» que fue elegido como «Hottest Record» en el programa Radio 1 de Annie Mac. Después de esto, fue invitado a una aparición en el Live Lounge de la estación y posteriormente en el programa de televisión Later... with Jools Holland de BBC Two. La canción apareció en la lista de sencillo del Reino Unido, alcanzando el puesto 65.
En febrero de 2017, Grennan fue preseleccionado para el MTV Brand New Award y también apareció en el MTV Showcase en el Electric Ballroom de Londres. El mismo año, tuvo un cameo en el video musical de Charli XCX para su canción «Boys», junto a muchos artistas conocidos e hizo un dueto con el rapero Bugzy Malone en «Memory Lane». Grennan participó en el Trafalgar Square durante el espectáculo F1 Live in London en apoyo de los pilotos de Fórmula 1. En marzo de 2018, se embarcó en una gira por el Reino Unido en apoyo de su álbum debut Lighting Matches, lanzado más tarde en julio de 2018. Su canción «Found What I've Been Looking For» apareció en la banda sonora del videojuego FIFA 18 y también fue utilizada por Sky Sports como tema principal de Super Sunday y RBI19 Baseball.